# داتچا
داتچا (به ترکی استانبولی: Datça) شهری است در کشور ترکیه که در استان موغله واقع شده‌است. جمعیت این شهر بر اساس سرشماری سال ۲۰۰۸ میلادی ۱۰٬۰۳۴ نفر و بر اساس برآوردهای سال ۲۰۰۹ میلادی ۱۱٬۲۲۹ نفر می‌باشد.